# Llibre dels feyts

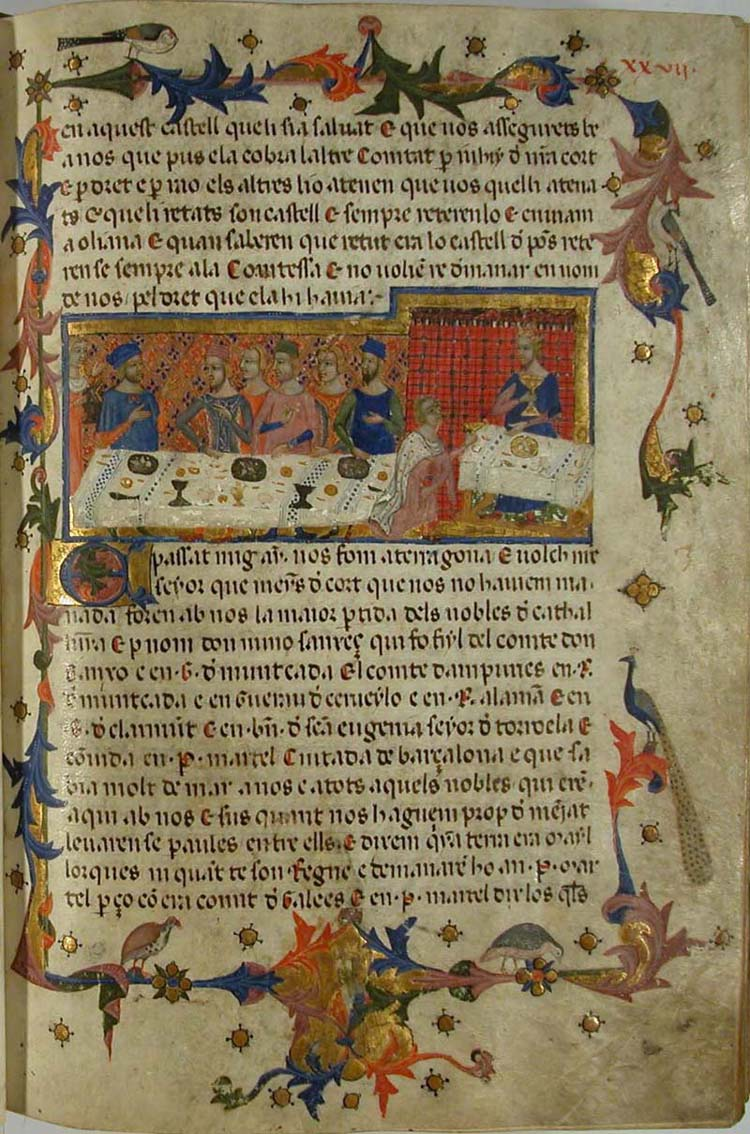
Llibre dels feyts

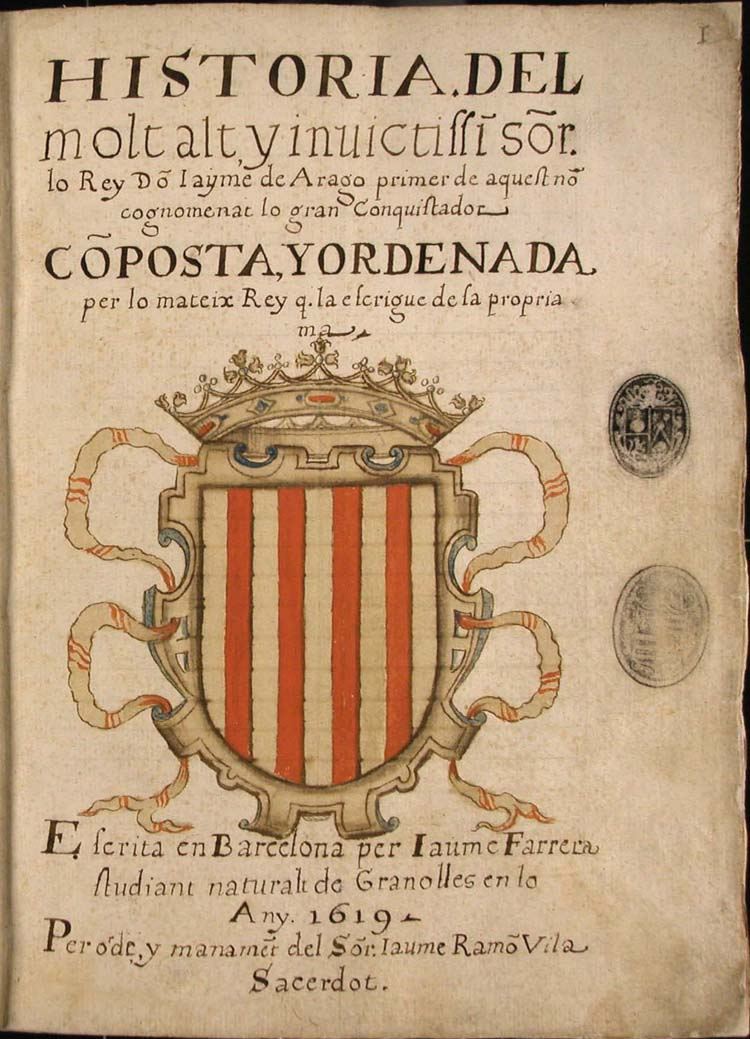
Cópia de 1619

O Llibre dels feyts ou Llibre dels feits (em português Livro dos feitos do rei Jaime, em catalão moderno, Llibre dels fets), de título completo Llibre dels feyts del rei en Jacme, também denominado Crônica de Jaime I, é a primeira das denominadas quatro grandes crônicas da Coroa de Aragão.
É provável que a conquista de Maiorca (1229) impulsionasse a sua redação. Jaime I faleceu em 1276, pelo qual a obra devia estar praticamente acabada pouco antes. Porém, as cópias conservadas são posteriores (o manuscrito mais antigo conservado é de 1343).

## Peculiaridades
O título é significativo, pois não é uma "crônica" mas um "livro dos fatos". Os estudos realizados na década de 1980 concluíram que se trata de um livro que não pertence a nenhum gênero conhecido e que está fortemente influenciado pela linguagem oral: está redigido desde a oralidade. O autor (Jaime I) não o escreve, pois Jaime I era illiteratus, não sabia escrever, embora fosse um homem culto.
| “ | ... I diu Mon Senyor San Jaume que la fe sense obres, morta es. Aquesta paraula va voler complr Nostre Senyor en els nostres fets... | ” |

## Estrutura
A crônica narra, de modo autobiográfico, a vida e as gestas mais importantes do rei, especialmente as conquistas de Maiorca e de Valência. A história começa com o seu nascimento e termina com a sua morte (de 1208 a 1276). Alguém proposto por ele realizou o prólogo e o epílogo; tanto pela erudição como pela sua perfeição estilística, este prólogo deveu ser realizado por alguém de cultura superior e uma vez o rei já tinha morto.
O conquistador foi explícito ao expressar a finalidade das suas "memórias":
| “ | E per tal que los hòmens coneguessen, quan hauríem passada aquesta vida mortal, ço que nós hauríem fet (...) e per dar eximpli a tots los altres hòmens del món... (é para que os homens conheçam, quando já tenhamos passado da vida mortal, o que nós temos feito (...) e para dar exemplo a todos os demais homens do mundo). | ” |

## Argumento
O conteúdo pode ser dividido em quatro partes:
- Entre 1208 e 1228: explicam-se um conjunto quando pequenos conflitos que ocorreram na sua primeira idade, enquanto os templários cuidavam da sua formação (o engendramento quase milagroso de Jaime I, a morte de Pedro II de Aragão em Muret e o casamento de Jaime com Leonor de Castela entre outros).
- De 1229 a 1240: é a parte mais entretida do Llibre dels feyts. Narra a conquista de Maiorca. Posteriormente chegaria a conquista de Valência. O livro tenta demonstrar que todos estes fatos foram bem sucedidos porque o rei contava com o favor divino.
- De 1240 a 1265: os fatos narrados são menos dinâmicos. Narra os conflitos com os muçulmanos rebeldes de Valência.
- De 1265 a 1276: volta o dinamismo e as narrações bélicas, novamente contra os muçulmanos. Ocorre a conquista de Múrcia. Adicionalmente, aparecem numerosos episódios de política interna que pretendem justificar os seus atos. Os últimos capítulos, que narram a doença que levou à morte de Jaime I, foram redigidos por alguma outra personalidade que quis incorporar a morte do monarca à crônica.

## Linguagem e estilo
A intenção didática e justificativa, bem como o sentimento religioso, refletem-se ao longo de toda a crônica. O rei, que gosta de aparecer como um heroi de epopeia, nem sempre faz história militar e política, senão muitas vezes mostra os pequenos fatos da sua vida e os rincões mais íntimos da sua personalidade.
Utiliza-se uma linguagem viva e popular (provérbios, ditos e expressões coloquiais, uso da primeira pessoa do plural...) e da língua própria de cada um dos personagens: vários romances (peninsulares —catalão, castelhano ou aragonês— ou ultra-pirenaicos —occitano ou francês—) ou o árabe.

## Versão "dos vencidos"
É notável que haja uma versão muçulmana contemporânea que refira os mesmos fatos: a  Tarij Majurqa (História de Maiorca) de Ibn Amira.